# Metastelma calcicola
Metastelma calcicola är en oleanderväxtart som först beskrevs av Brother Alain, och fick sitt nu gällande namn av Alain H. Liogier. Metastelma calcicola ingår i släktet Metastelma och familjen oleanderväxter. Inga underarter finns listade i Catalogue of Life.